# Morte de Mary Reeser
Mary Hardy Reeser (Columbia, 8 de março de 1884 - St. Petersburgo, 2 de julho de 1951) de São Petersburgo, Flórida, foi uma mulher cuja morte foi cercada de mistério e até mesmo relatada de forma controversa na época como sendo um caso de combustão humana espontânea (CHE). Ela era frequentemente chamada de "senhora das cinzas" nos jornais da época.

## Morte
Por volta das 8h da manhã do dia 2 de julho de 1951, a proprietária do imóvel onde Reeser vivia, Pansy Carpenter, chegou ao apartamento de Reeser no número 1200 da rua Cherry St. NE, em São Petersburgo, Flórida, com um telegrama. Ao tentar abrir a porta, ela descobriu que a maçaneta de metal estava desconfortavelmente quente ao toque e chamou a polícia. Os restos mortais de Reeser - que eram em grande parte um amontoado de cinzas - foram encontrados entre os restos de uma cadeira em que ela estava sentada.

### Detalhes
Tudo o que restou de Reeser, que contemporaneamente ficou conhecida como a "senhora das cinzas", foram parte de seu pé esquerdo (que usava calçado), sua coluna vertebral e seu crânio. Objetos domésticos de plástico distantes do foco do incêndio amoleceram e perderam a forma. O crânio de Reeser sobreviveu e foi encontrado entre as cinzas, mas encolhido “ao tamanho de uma xícara de chá”, uma descrição contestada por um pesquisador de incêndios que estava em Bradenton para uma conferência na época e conseguiu ver a cena.

## Investigação e resultados
Em 7 de julho de 1951, o chefe de polícia de São Petersburgo, J. R. Reichert, enviou uma caixa de evidências do local ao então diretor do FBI, J. Edgar Hoover. Ele incluiu fragmentos de vidro encontrados nas cinzas, seis “pequenos objetos que se acredita serem dentes”, um pedaço do tapete e o sapato sobrevivente. Reichert incluiu uma nota dizendo: “Solicitamos qualquer informação ou teoria que possa explicar como um corpo humano pôde ser tão destruído e o incêndio confinado a uma área tão pequena e tão poucos danos causados à estrutura do edifício e os móveis da sala nem mesmo foram queimados ou danificados pela fumaça."

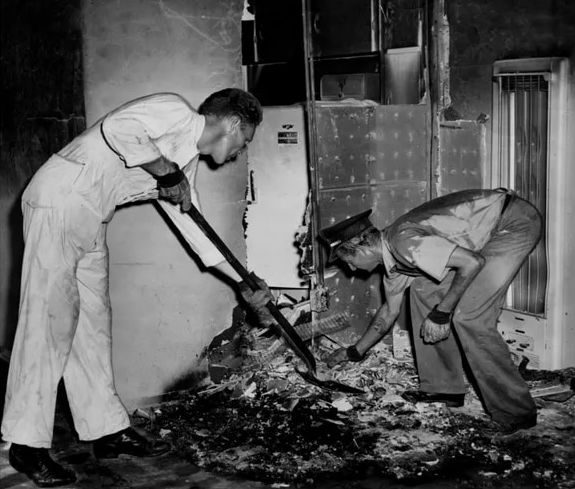
Trabalhadores limpam a cena da morte de Reeser

O FBI finalmente declarou que Reeser havia sido incinerada por conta do efeito pavio. Como ela era uma usuária conhecida de pílulas para dormir, levantaram a hipótese de que ela havia ficado inconsciente enquanto fumava um cigarro e que ateou fogo em sua roupa ao adormecer. “Quando o corpo começa a queimar”, escreveu o FBI em seu relatório, “há gordura e outras substâncias inflamáveis suficientes para permitir que ocorram quantidades variáveis de destruição. Às vezes, esta destruição por queima ocorrerá a um ponto que resulta na combustão quase completa do corpo."
Ao ser entrevistada por um jornal local, a nora de Reeser disse: "o cigarro caiu em seu colo. Sua gordura era o combustível que a mantinha acesa. O chão era de cimento e a cadeira estava sozinha. Não havia nada ao seu redor para queimar".

## Vida pessoal
Mary Reeser nasceu em Columbia, Pensilvânia e se casou com Richard Reeser. Seu único filho sobrevivente, também chamado Richard Reeser, nasceu na Pensilvânia em 1910. Ela foi enterrada no Cemitério Chestnut Hill, nos arredores de Mechanicsburg, Pensilvânia. Seu filho morreu em 1998, aos 88 anos. Ele teve uma filha, Mary Carole, em homenagem à avó, que morreu em 2005. Eles tiveram outra filha, Nancy, que morreu em 2021, e outra, Martha Reeser Rice, que ainda está viva. A mãe deles morreu em 2008.